# Wulik River
Der Wulik River ist ein 155 km langer Zufluss der Tschuktschensee im Nordwesten des US-Bundesstaats Alaska.

## Flusslauf
Der Wulik River entspringt in den De Long Mountains auf einer Höhe von etwa 800 m. Er durchquert eine Tundralandschaft in der Küstenregion der Tschuktschensee. Der Wulik River fließt anfangs 12 km nach Westen. Anschließend wendet er sich etwa 40 km nach Süden. 9,5 km westnordwestlich der Red Dog Mine biegt der Wulik River in Richtung Westsüdwest ab. Bei Flusskilometer 88 erreicht der Wulik River die Küstenebene und wird zu einem verflochtenen Fluss. Nach weiteren 10 Kilometern trifft der West Fork Wulik River von Norden kommend auf den Wulik River. Bei Flusskilometer 95 trifft der Ikalukrok Creek auf den Wulik River, bei Flusskilometer 56 der Tutak Creek, beide von Osten kommend. Der Wulik River mündet schließlich gegenüber der Siedlung Kivalina in das südliche Ende der Kivalina Lagoon.

## Einzugsgebiet
Der Wulik River entwässert ein Areal von etwa 2355 km². Das Einzugsgebiet umfasst den Südwesten der De Long Mountains. Es grenzt im Nordwesten an das des Kivalina River, im Nordosten an das des Kukpowruk River, im Osten und im Südosten an das des Noatak River sowie im Süden an das des Omikviorok River.

## Hydrologie
Unterhalb der Einmündung des Tutak Creek befindet sich am Wulik River ein Abflusspegel. Während dem Messzeitraum 1984–2024 betrug der mittlere Abfluss (MQ) 28,7 m³/s. Der höchste mittlere monatliche Abfluss tritt im Juni auf mit einem Wert von 93 m³/s. Von Dezember bis April ist der Fluss weitgehend gefroren.

## Namensgebung
Der Eskimo-Name des Flusses mit der Schreibweise „Woleek“ wurde 1886 von Lieutenant G. M. Stoney der U.S. Navy gemeldet.